# 자아
자아(自我, 영어: Ego)는 생각, 감정 등을 통해 외부와 접촉하는 행동의 주체로서의 '나 자신'을 말한다.

## 철학에서의 자아
우리 일상의 모든 경험(감각, 사고, 행동 등)의 밑바닥에 있는 모든 경험을 통일하여 모든 경험을 하고 있는 바로 그 당사자라고 생각되는 의심할 수 없는 자신을 말한다. 칸트는 본능·욕망에 의해 살고 있는 경험적인 자아 이외에 도덕적으로 살려는 자신(양심)을 신적(神的)인 인간의 본질로 생각하여 '본래적인 자기'라고 불렀다. 심리학자인 카를 융은 원형으로서의 자기(Selbst,self)와 대응되는 자아를 언급한 바 있다.

## 정신분석학에서의 자아
지그문트 프로이트의 das Ich(이하 자아로 한다)는 정신분석학상의 개념이다. 여기에서는 자아에 가세해 초자아와 에스에 대해서도 설명한다. 또한 미국의 정신분석학에서는, 1953년에 제임스 스트레이치에 의한 프로이트 번역 전집의 영역 때, 독:das Ich(자아)는 라:ego(에고), 독:Über-Ich(초자아)는 super-ego(영:super, 라:ego)(슈퍼 에고), 독:Es(에스)는 라:id(이드)로 번역되어 용어로서 유포했다.

### 자아
우리의 심신(心身)은 늘 성장하고 변화한다. 그러나 우리는 역시 같은 자신으로 생각하고 타인과 구별한다. 이 동일하다고 의식한 자기를 자아라고 한다.
프로이트의 정의에서는 1923년 이전까지는 의식을 중심으로 한 자기의 의미로 사용되고 있었다. 즉 나에 가까운 것으로서 말해지고 있었던 것이다. 이것은 이 1923년 이전에 있어서는, 그가 의식과 무의식의 구별에 의해서 정신을 파악하고 있었기 때문이다. 1923년 이후, 심리적 구조론으로 불리는 새로운 이론을 말하게 되고 나서, 자아(에고)라는 개념은 「의식과 전의식, 거기에 무의식적 방위를 포함한 마음의 구조」를 가리키는 말로서 명확화되었다.
자아(에고)는 에스(이드)로부터의 요구와 초자아(슈퍼 에고)로부터의 요구를 받아들여, 외부로부터의 자극을 조정하는 기능을 가진다. 무의식적 방위를 실시해, 에스(이드)로부터의 욕구를 방위·승화하거나 초자아(슈퍼 에고)의 금지나 이상과 갈등하거나 따르거나 하는, 조정적인 존재이다. 전반적으로 말하면, 자아(ego)는 에스(id)·초자아(super-ego)·외계에 골치를 썩이는 존재로서 그려지는 일도 많다.
자아(에고)는 의식과는 다른 것으로, 어디까지나 마음의 기능이나 구조로부터 정의된 개념이다. 유명한 프로이트의 격언으로서는 「자아는 그 자체, 의식되지 않는다」라는 발언이 있다. 자아의 대부분은 기능이나 구조에 의해서 파악되고 있어 자아가 가장 빈번히 실시하는 활동의 하나로서 방위를 들 수 있지만, 이 방위는 인간에게 있어서 대부분이 무의식적이다. 따라서 「자아=의식」이라고 생각하는 곳에 주의하지 않으면 안 된다.
덧붙여서 「의식하는 나」라는 개념은, 정신분석학에서는 「자기 혹은 자기 이미지」로서 명확하게 구별되고 있다. 한국어에서 자아라는 말은, 일반적으로는 「나」라고 동의에 수취되기 쉽지만, 그것은 일상어의 범위에서 사용하는 경우에만 들어맞는다.

### 에스
에스(Es)는 무의식중에 상당한다. 정확하게 말하면, 무의식적 방위를 제외한 감정, 욕구, 충동, 과거에서의 경험이 차 있는 부분이다.
에스는 어쨌든 본능 에너지가 차 있고, 인간의 동기가 되는 성욕동(리비도) 과 공격성(죽음충동) 이 발생하고 있다고 생각되고 있는 부분이다. 이것을 프로이트는 정신분석의 임상과 생물학으로부터 이끌었다. 성욕동은 히스테리 등에서 볼 수 있는 근본적인 에너지로서 공격성은 음성 치료 반응이라는 현상을 통해서 상정된 것이다. 또 에스는 유소기에서의 억압된 욕동이 차 있는 부분이라고 설명되는 일도 있다. 이 에스에서는 자아를 통해 모든 욕동이 표현된다. 그것을 자아가 방위하거나 승화하거나 해 조종하는 것이다.
에스는 시상하부의 기능과 관계가 있다고 여겨졌다. 또한 이 Es라는 말은 프리드리히 니체가 사용해, 게오르구 그로젝크의"Das Buch vom Es"(「에스의 책」) 등에서 사용된 용어이다. 프로이트는 1923년에 발표한 「자아와 에스」라는 논문으로, 그의 이 용어를 사용하게 되었다.

### 초자아
초자아는 자아와 에스를 가로지르는 구조로, 규칙·도덕관·윤리관·양심·금지·이상 등을 자아와 에스에게 전하는 기능을 가진다.
엄밀하게는 의식과 무의식의 양쪽 모두에 나타나고 있고, 의식될 때도 의식되지 않을 때도 있다. 단지 기본적으로는 별로 의식되지 않은 것이므로, 일반적으로는 무의식적이라고 자주 설명된다. 부모의 이상적인 이미지나 윤리적인 태도를 내재화해 형성되므로 「유소기에서의 부모의 선물」이라고 자주 표현된다. 정신분석학에서는 오이디푸스 콤플렉스라는 심리 상태를 통과해 형성된다고 생각되고 있다.
초자아는 자아의 방위를 일으키는 원인으로 되어 있다. 자아가 단독으로 방위를 실시하거나 억압을 하는 것은 드물다고 프로이트에게 생각되었다. 또 초자아는 에스의 요구를 전하는 역할도 가지고 있어 예를 들면 그것은, 무의식적인 욕구를 부지불식간 중에 초자아의 요구를 통해 발산하고 있는 경우이다. 그 밖에도 초자아는 자아이상 등도 포함하고 있다고 생각할 수 있고 자아가 진행되어야 할 방향(이상)을 가지고 있다고 생각되고 있다. 꿈을 가공해 검열하는 기능을 가지고 있으므로, 프로이트는 어느 때 초자아를, 자아를 통제하는 재판관이나 검열관과 비유하기도 했다.
초자아는 전두엽의 기능과 관계가 있다고 여겨지고 있지만, 뇌과학적 실증은 되어 있지 않다.

## 심리학
발달 심리학에서 '외부환경과의 상호작용과정에서 획득하게 되는 자신에 대한 이해'를 자아로 정의해본다면 정서적인 자아는 생후 15개월을 전후해서 지속적으로 발달하는 것으로 알려져 있다. 한편 인지 심리학에서는 거울속의 자신의 모습을 인지할 수 있다든지 부끄러움을 경험할 수 있는 것과 같은 자아의 초기발달뿐만 아니라 남성 또는 여성으로서의 자아나 사회 구성원으로서의 자아정체감 등 자아는 유아기, 아동기, 청소년기, 성인기 이후 등 계속해서 변화하고 발달하는 것으로 보고하고 있다.

## 같이 보기
- 이드
- 자기동일성
- 이기주의
- 카르테지안 극장
- 발달심리학 - 아동심리학
- 마음 이론
- 자기(self)
- 자기 혐오
- 진아(眞我) = 자아 + 무아